# Hanford (Dorset)
Pour les articles homonymes, voir Hanford.
Hanford est une paroisse civile et un village du Dorset, en Angleterre.